# Arp 321
Arp 321 ist eine interagierende Galaxiengruppe im Sternbild Hydra, die schätzungsweise 300 Millionen Lichtjahre von der Milchstraße entfernt ist. Halton Arp gliederte seinen Katalog ungewöhnlicher Galaxien nach rein morphologischen Kriterien in Gruppen. Diese Galaxiengruppe gehört zu der Klasse Gruppen von Galaxien.
| Bezeichnung    | α J2000.0     | δ J2000.0   | Morphologischer Typ | mV   | Winkelausdehnung | Entfernung (Mio. Lj.) |
| -------------- | ------------- | ----------- | ------------------- | ---- | ---------------- | --------------------- |
| MCG -01-25-008 | 09h 38m 53,6s | −4° 51′ 37″ | SB(rs)ab: sp pec?   | 15,7 | 1,1' × 0,3'      | 279                   |
| MCG -01-25-009 | 09h 38m 53,5s | −4° 50′ 57″ | E2                  | 13,8 | 1,3' × 1,0'      | 289                   |
| MCG -01-25-010 | 09h 38m 54,9s | −4° 51′ 58″ | (R)E/SA(r,nr?)0 pec | 15,0 | 1,1' × 0,7'      | 298                   |
| MCG -01-25-011 | 09h 38m 55,4s | −4° 51′ 29″ | SAB(s:)a: sp pec    | 17,4 | 0,7' × 0,3'      | 289                   |
| MCG -01-25-012 | 09h 38m 55,8s | −4° 50′ 14″ | (R)SAB(rs)a pec     | 15,0 | 0,9' × 0,4'      | 282                   |